# Épersy
Épersy és un municipi francès situat al departament de la Savoia i a la regió d'Alvèrnia-Roine-Alps. L'any 2007 tenia 305 habitants.

## Demografia

### Població
El 2007 la població de fet d'Épersy era de 305 persones. Hi havia 112 famílies de les quals 20 eren unipersonals (4 homes vivint sols i 16 dones vivint soles), 28 parelles sense fills, 52 parelles amb fills i 12 famílies monoparentals amb fills.
La població ha evolucionat segons el següent gràfic:
Habitants censats

### Habitatges
El 2007 hi havia 140 habitatges, 109 eren l'habitatge principal de la família, 22 eren segones residències i 9 estaven desocupats. 131 eren cases i 8 eren apartaments. Dels 109 habitatges principals, 98 estaven ocupats pels seus propietaris, 10 estaven llogats i ocupats pels llogaters i 1 estava cedit a títol gratuït; 2 tenien dues cambres, 5 en tenien tres, 32 en tenien quatre i 70 en tenien cinc o més. 95 habitatges disposaven pel capbaix d'una plaça de pàrquing. A 36 habitatges hi havia un automòbil i a 68 n'hi havia dos o més.

### Piràmide de població
La piràmide de població per edats i sexe el 2009 era:
| Homes | Edats   | Dones |
| ----- | ------- | ----- |
| 0     | 95 o +  | 0     |
| 0     | 90 a 94 | 0     |
| 0     | 85 a 89 | 0     |
| 0     | 80 a 84 | 0     |
| 4     | 75 a 79 | 8     |
| 4     | 70 a 74 | 4     |
| 8     | 65 a 69 | 8     |
| 4     | 60 a 64 | 8     |
| 8     | 55 a 59 | 4     |
| 4     | 50 a 54 | 8     |
| 20    | 45 a 49 | 12    |
| 8     | 40 a 44 | 16    |
| 12    | 35 a 39 | 16    |
| 12    | 30 a 34 | 16    |
| 8     | 25 a 29 | 4     |
| 8     | 20 a 24 | 4     |
| 8     | 15 a 19 | 16    |
| 8     | 10 a 14 | 4     |
| 0     | 5 a 9   | 28    |
| 12    | 0 a 4   | 8     |

## Economia
El 2007 la població en edat de treballar era de 199 persones, 147 eren actives i 52 eren inactives. De les 147 persones actives 142 estaven ocupades (77 homes i 65 dones) i 5 estaven aturades (1 home i 4 dones). De les 52 persones inactives 18 estaven jubilades, 20 estaven estudiant i 14 estaven classificades com a «altres inactius».

### Ingressos
El 2009 a Épersy hi havia 125 unitats fiscals que integraven 354,5 persones, la mediana anual d'ingressos fiscals per persona era de 23.067 €.

### Activitats econòmiques
Dels 12 establiments que hi havia el 2007, 1 era d'una empresa extractiva, 4 d'empreses de construcció, 1 d'una empresa de comerç i reparació d'automòbils, 2 d'empreses d'informació i comunicació, 3 d'empreses immobiliàries i 1 d'una empresa de serveis.
Dels 4 establiments de servei als particulars que hi havia el 2009, 1 era un paleta, 1 fusteria, 1 lampisteria i 1 electricista.
L'any 2000 a Épersy hi havia 8 explotacions agrícoles que ocupaven un total de 355 hectàrees.

## Poblacions més properes
El següent diagrama mostra les poblacions més properes.